# Marumba spectabilis
Marumba spectabilis is een vlinder uit de familie van de pijlstaarten (Sphingidae). De wetenschappelijke naam van de soort werd in 1875 gepubliceerd door Arthur Gardiner Butler.

## Beschrijving

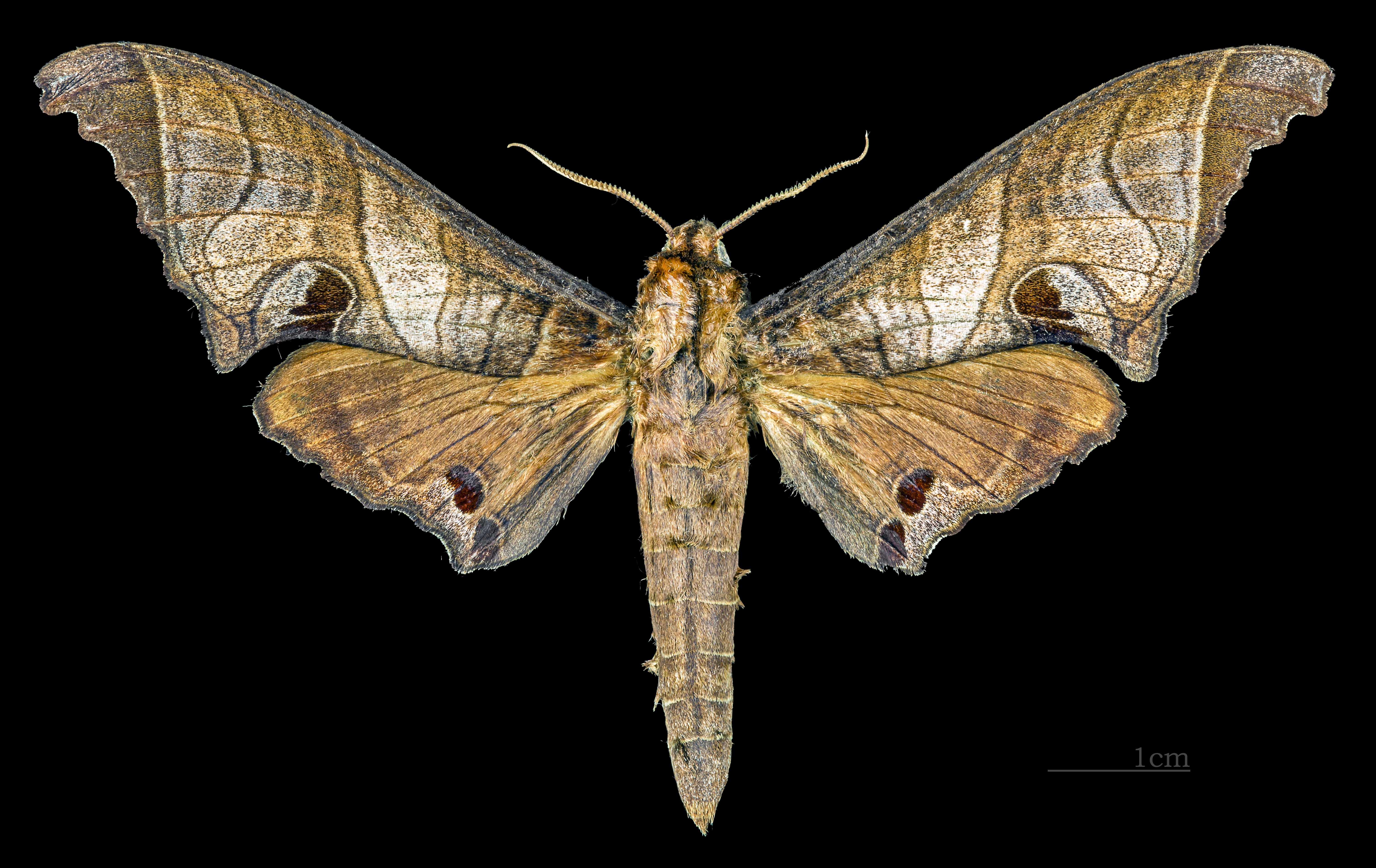
Marumba spectabilis spectabilis  ♂
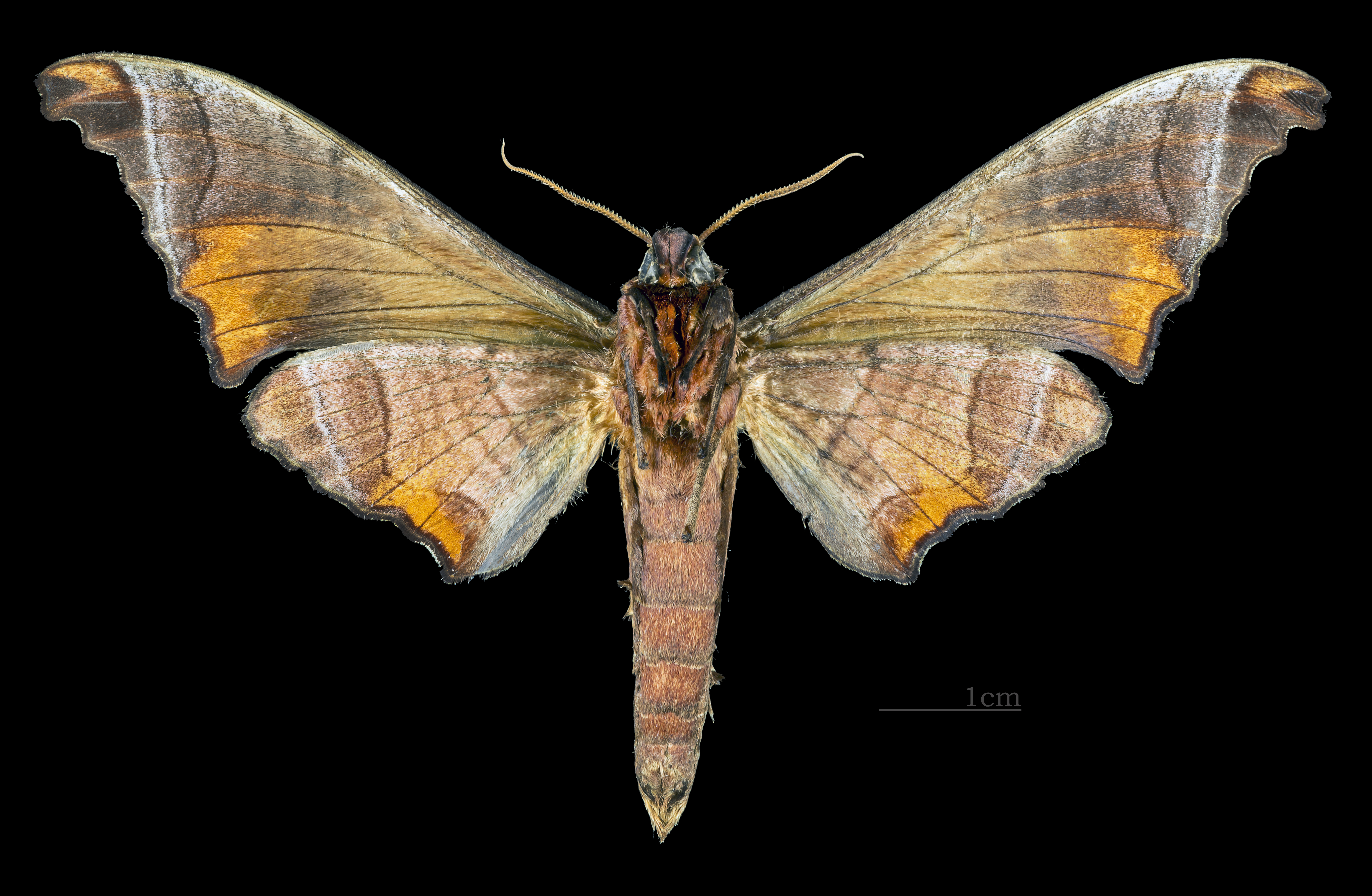
Marumba spectabilis spectabilis  ♂  △

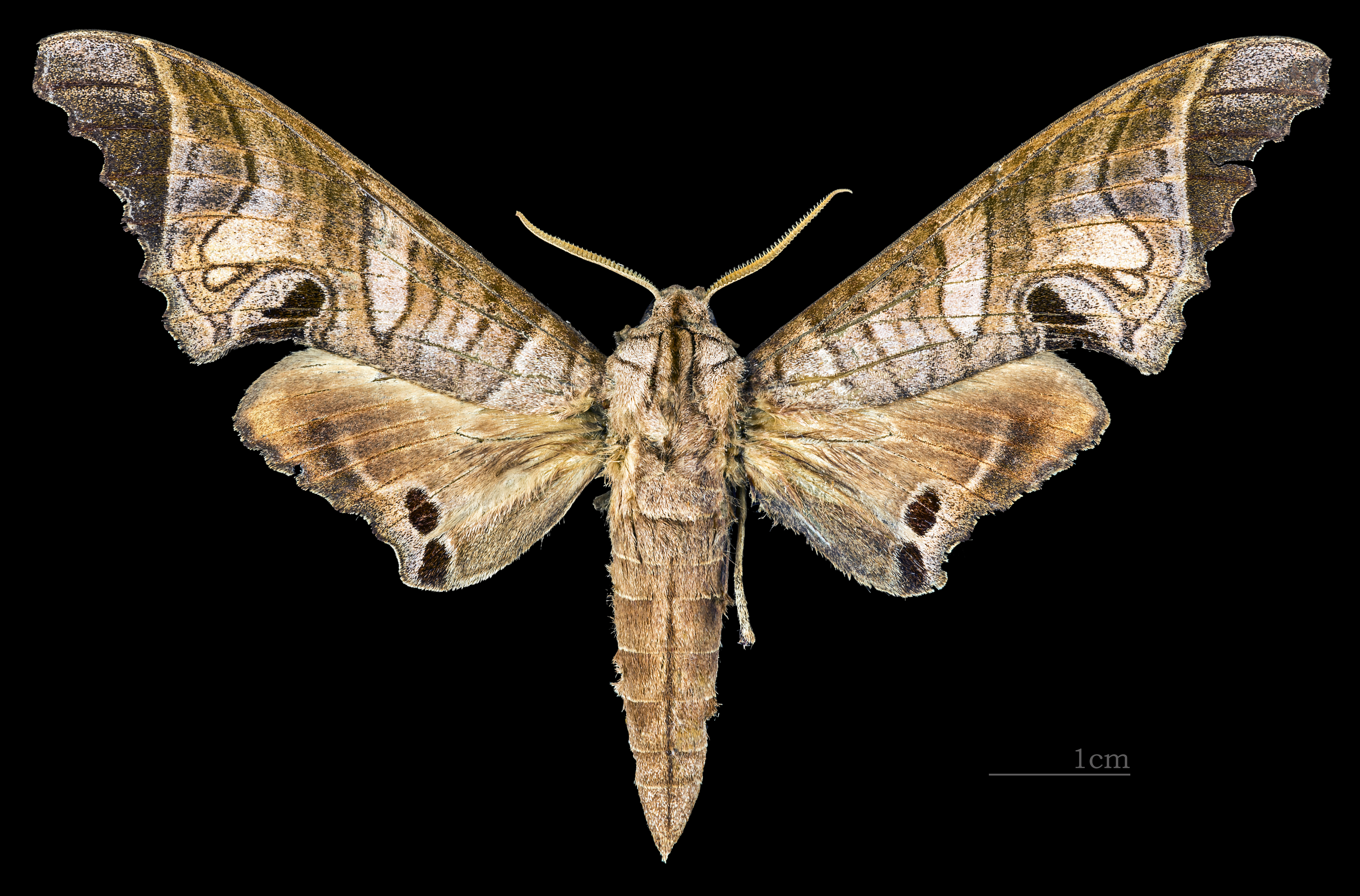
Marumba spectabilis malayana   ♂
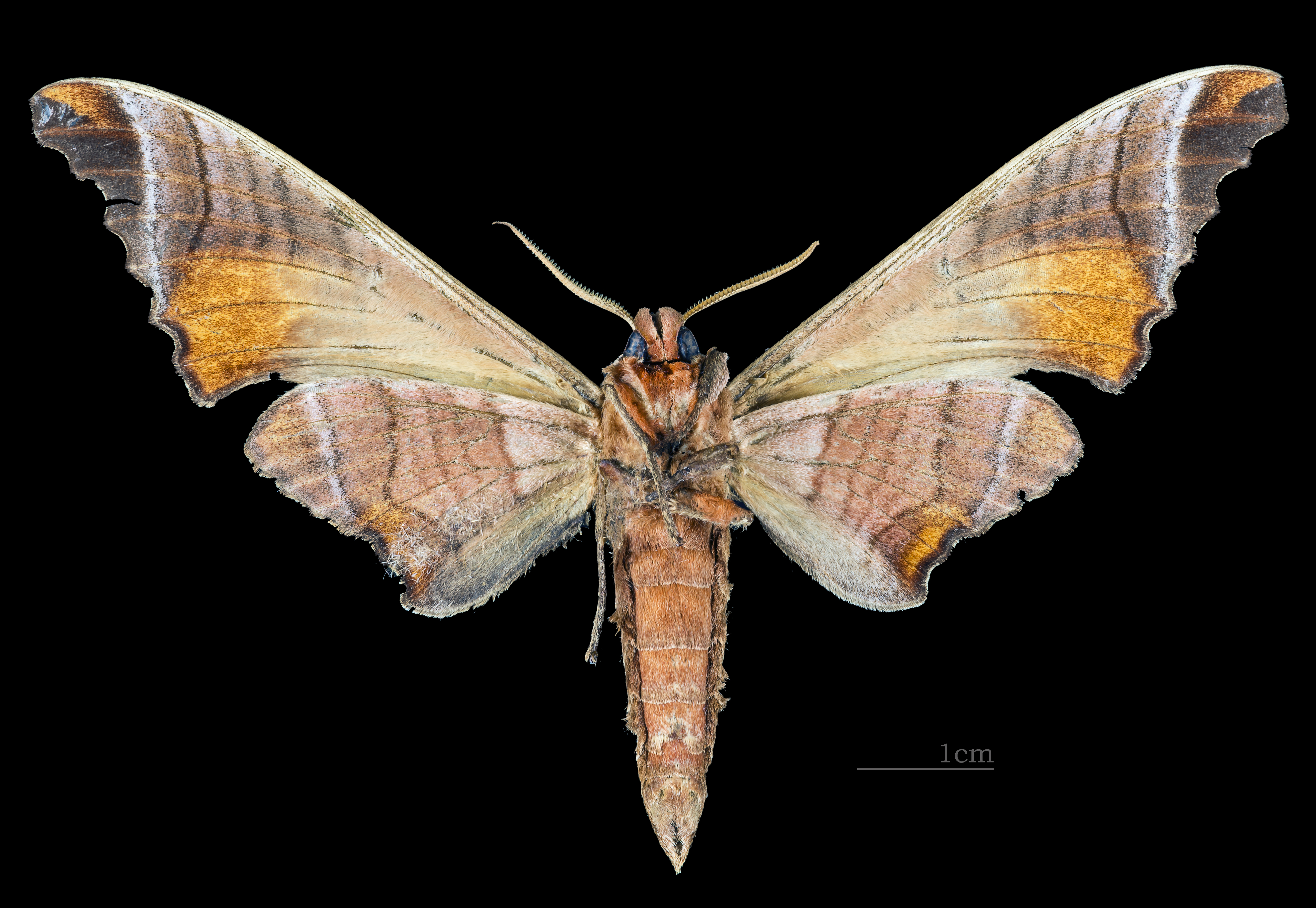
Marumba spectabilis malayana  ♂  △